# Sanéwabo
Ne doit pas être confondu avec Sanéwabo-Yarcé.
Sanéwabo est une commune rurale située dans le département de Diabo de la province du Gourma dans la région de l'Est au Burkina Faso.

## Géographie
Sanéwabo est situé à 10 km au Sud-Ouest de Diabo, le chef-lieu du département, et à 8 km au Nord-Ouest de Saatenga.

## Santé et éducation
Le centre de soins le plus proche de Sanéwabo est le centre de santé et de promotion sociale (CSPS) de Saatenga ou celui de Diabo.